# Alstjärnen (Lycksele socken, Lappland)
Alstjärnen är en sjö i Lycksele kommun i Lappland och ingår i Öreälvens huvudavrinningsområde. Sjön har en area på 0,427 kvadratkilometer och ligger 503 meter över havet. Alstjärnen ligger i Öreälven Natura 2000-område. Sjön avvattnas av vattendraget Öreälven (Örån).

## Delavrinningsområde
Alstjärnen ingår i det delavrinningsområde (717233-158859) som SMHI kallar för Utloppet av Alstjärnen. Medelhöjden är 510 meter över havet och ytan är 2,05 kvadratkilometer. Räknas de 4 avrinningsområdena uppströms in blir den ackumulerade arean 31,04 kvadratkilometer. Avrinningsområdets utflöde Öreälven (Örån) mynnar i havet. Avrinningsområdet består mestadels av skog (43 procent) och sankmarker (36 procent). Avrinningsområdet har 0,43 kvadratkilometer vattenytor vilket ger det en sjöprocent på 20,8 procent.